# Thunderhead
Thunderhead – niemiecka grupa grająca hard rock i heavy metal, która istniała od 1988 do około 2000. Została założona w Hanowerze. Liderem grupy był Ted Bullet. Dzisiaj część jej członków jest aktywna jako Nitrogods. Styl muzyczny zespołu ewoluował z czasem do power metalu.

## Dyskografia

### Albumy
- 1989: Behind the Eight-Ball (Intercord)
- 1990: Busted at the Border (Intercord)
- 1991: Crime Pays (Music for Nations)
- 1993: Killing with Style (Gun Records)
- 1995: Were You Told the Truth About Hell? (Gun Records)
- 1999: Ugly Side (Steamhammer Records)

### Składanki i Albumy żywo
- 1994: Classic Killers Live (Gun Records)
- 1995: 'The Ballads ‘88 – ‘95 (Gun Records)
- 1997: The Best of Thunderhead (Victor Entertainment, Japan-Veröffentlichung)
- 1999: The Whole Decade (Gun Records)